# Atletica leggera ai Giochi della XVII Olimpiade - Salto in lungo maschile

Video della Finale (film ufficiale dei Giochi)

La competizione del salto in lungo maschile di atletica leggera ai Giochi della XVII Olimpiade si è disputata il giorno 2 settembre 1960 allo Stadio Olimpico di Roma.

## L'eccellenza mondiale
| Campione olimpico 1956   | 7,83      | Gregory Bell        | 4° ai Trials |
| Campione europeo 1958    | 7,81      | Igor' Ter-Ovanesjan | Presente     |
| Primatista mondiale      | 8,21 1960 | Ralph Boston        | Presente     |
| Vincitore dei Trials USA | 8,09w     | Ralph Boston        | Presente     |

Prima dei Giochi lo statunitense Ralph Boston stabilisce il nuovo primato del mondo con 8,21. In sé è un fatto epocale, poiché il record durava dal 1935 e portava la firma del grande Jesse Owens. A Roma è il grande favorito.

## Risultati

### Turno eliminatorio
Qualificazione7,40 m
Quattordici atleti ottengono la misura richiesta. 

La miglior prestazione appartiene a Irvin "Bo" Roberson (USA) con 7,81 m.
| Pos. | Gruppo | Atleta                   | Nazione           | Salti | Salti | Salti | Misura |
| Pos. | Gruppo | Atleta                   | Nazione           | 1°    | 2°    | 3°    | Misura |
| ---- | ------ | ------------------------ | ----------------- | ----- | ----- | ----- | ------ |
| 1    | C      | Irvin Roberson           | Stati Uniti       | 7,81  | -     | -     | 7,81   |
| 2    | C      | Igor' Ter-Ovanesjan      | Unione Sovietica  | 7,79  | -     | -     | 7,79   |
| 3    | C      | Henk Visser              | Paesi Bassi       | 7,29  | 7,72  | -     | 7,72   |
| 4    | C      | Manfred Steinbach        | Germania          | n     | 7,70  | -     | 7,70   |
| 5    | B      | Jorma Valkama            | Finlandia         | 7,63  | -     | -     | 7,63   |
| 6    | A      | Ralph Boston             | Stati Uniti       | 7,60  | -     | -     | 7,60   |
| 7    | A      | Takayuki Okazaki         | Giappone          | 7,58  | -     | -     | 7,58   |
| 8    | C      | Attilio Bravi            | Italia            | 7,57  | -     | -     | 7,57   |
| 9    | B      | Dmytrij Bondarenko       | Unione Sovietica  | 7,24  | 7,33  | 7,49  | 7,49   |
| 10   | B      | Manfred Molzberger       | Germania          | 7,21  | 7,46  | 6,68  | 7,46   |
| 11   | C      | Dimitrios Manglaras      | Grecia            | 7,35  | 7,25  | 7,45  | 7,45   |
| 12   | C      | Frederick Alsop          | Gran Bretagna     | n     | 6,93  | 7,42  | 7,42   |
| 13   | C      | Paul Foreman             | Indie Occidentali | n     | 7,42  | -     | 7,42   |
| 14   | A      | Christian Collardot      | Francia           | 7,32  | 7,40  | -     | 7,40   |
| 15   | B      | John Oladipo Oladitan    | Nigeria           | 7,33  | 7,29  | 7,38  | 7,38   |
| 16   | A      | Kazimierz Kropidłowski   | Polonia           | n     | 7,37  | n     | 7,37   |
| 17   | A      | Yukishige Yasuma         | Giappone          | 7,34  | n     | 7,26  | 7,34   |
| 18   | B      | Juhani Manninen          | Finlandia         | 7,34  | 7,21  | 6,49  | 7,34   |
| 19   | B      | Fritz Köppen             | Germania          | n     | 7,32  | 7,09  | 7,32   |
| 20   | B      | Anthony Watson           | Stati Uniti       | 6,95  | n     | 7,32  | 7,32   |
| 21   | A      | Gustav Schlosser         | Svizzera          | 7,26  | 7,27  | n     | 7,27   |
| 22   | B      | Jan Netopilík            | Cecoslovacchia    | 7,06  | n     | 7,26  | 7,26   |
| 23   | A      | Fermín Donazar           | Uruguay           | 7,09  | 7,24  | 7,14  | 7,24   |
| 24   | B      | Roberto Procel           | Messico           | n     | 7,13  | 7,23  | 7,23   |
| 25   | C      | David Kushnir            | Israele           | 7,16  | 7,20  | 7,12  | 7,20   |
| 26   | B      | Ali Brakchi              | Francia           | 7,20  | 7,09  | 6,89  | 7,20   |
| 27   | B      | John Howell              | Gran Bretagna     | 7,19  | n     | n     | 7,19   |
| 28   | C      | Pedro de Almeida         | Portogallo        | 7,10  | n     | 7,09  | 7,10   |
| 29   | C      | Roar Berthelsen          | Norvegia          | 6,72  | 6,95  | 7,09  | 7,09   |
| 30   | A      | B. V. Satyanarayan       | India             | 6,95  | 7,08  | n     | 7,08   |
| 31   | A      | Luis Felipe Areta        | Spagna            | 7,04  | n     | 7,04  | 7,04   |
| 32   | B      | David Norris             | Nuova Zelanda     | 6,91  | 7,02  | 7,04  | 7,04   |
| 33   | B      | Ian Tomlinson            | Australia         | 7,03  | n     | n     | 7,03   |
| 34   | A      | Seo Yeong-Ju             | Corea del Sud     | 6,78  | 6,98  | n     | 6,98   |
| 35   | C      | Yalçın Ünsal             | Turchia           | 6,97  | 6,58  | 6,58  | 6,97   |
| 36   | A      | John Baguley             | Australia         | 6,84  | n     | 6,96  | 6,96   |
| 37   | A      | Mahmoud Fattah           | Rep. Araba Unita  | 6,72  | 6,94  | n     | 6,94   |
| 38   | A      | Romain Poté              | Belgio            | 6,81  | 6,69  | 6,92  | 6,92   |
| 39   | A      | Jun Ebina                | Giappone          | 6,68  | 6,83  | 6,58  | 6,83   |
| 40   | C      | Revaz Kvach'ak'idze      | Unione Sovietica  | 5,42  | 6,82  | n     | 6,82   |
| 41   | C      | Prajim Wongsuwan         | Thailandia        | 6,78  | n     | n     | 6,78   |
| 42   | A      | Vilhjálmur Einarsson     | Islanda           | 6,76  | 6,64  | -     | 6,76   |
| 43   | A      | Kaimar-ud-Din bin Maidin | Malesia           | 6,74  | 5,84  | 5,38  | 6,74   |
| 44   | B      | Virsa Singh              | India             | 6,60  | 6,70  | 6,43  | 6,70   |
| 45   | A      | A. Abdul Razzak          | Iraq              | n     | 6,37  | 6,37  | 6,37   |
| -    | B      | Bevyn Baker              | Australia         | n     | n     | n     | NM     |
| -    | C      | Clive Bonas              | Venezuela         | n     | n     | n     | NM     |
| -    | C      | Luigi Ulivelli           | Italia            | n     | n     | n     | NM     |
| -    | C      | Muhammad Ramzan Ali      | Pakistan          | n     | n     | -     | NM     |

### Finale
Al secondo turno di salti va in testa il "numero due" statunitense Roberson, che atterra a 8,03 (primato personale). Boston gli risponde con 8,12. Nei due turni successivi le posizioni si assestano.

La gara si riaccende quando l'armeno Ter-Ovanesian mette a segno il record europeo di 8,04, subito seguito dal tedesco Steinbach con 8 metri esatti. L'ultimo brivido lo provoca Roberson, il cui ultimo salto è misurato 8,11 m, a un solo centimetro dalla medaglia d'oro.
| Pos     | Atleta              | Età | Nazione           | Salti                 | Salti                 | Salti                 | Salti                 | Salti                 | Salti                 | Misura                |
| Pos     | Atleta              | Età | Nazione           | 1°                    | 2°                    | 3°                    | 4°                    | 5°                    | 6°                    | Misura                |
| ------- | ------------------- | --- | ----------------- | --------------------- | --------------------- | --------------------- | --------------------- | --------------------- | --------------------- | --------------------- |
| Oro     | Ralph Boston        | 21  | Stati Uniti       | 7,82                  | n                     | 8,12                  | 7,80                  | n                     | 7,96                  | 8,12                  |
| Argento | Irvin Roberson      | 25  | Stati Uniti       | n                     | 8,03                  | 7,88                  | 7,75                  | 7,62                  | 8,11                  | 8,11                  |
| Bronzo  | Igor' Ter-Ovanesjan | 22  | Unione Sovietica  | 7,90                  | 7,80                  | n                     | n                     | 7,68                  | 8,04                  | 8,04                  |
| 4       | Manfred Steinbach   | 27  | Germania          | 7,81                  | n                     | 7,76                  | n                     | n                     | 8,00                  | 8,00                  |
| 5       | Jorma Valkama       | 32  | Finlandia         | 7,52                  | 7,69                  | 7,36                  | 7,31                  | n                     | 7,29                  | 7,69                  |
| 6       | Christian Collardot | 27  | Francia           | 7,61                  | n                     | 7,68                  | 6,96                  | 7,50                  | n                     | 7,68                  |
| 7       | Henk Visser         | 28  | Paesi Bassi       | 7,59                  | 7,43                  | 7,66                  | Non qualificati       | Non qualificati       | Non qualificati       | 7,66                  |
| 8       | Dmytrij Bondarenko  | 24  | Unione Sovietica  | 7,27                  | 7,58                  | 7,37                  | Non qualificati       | Non qualificati       | Non qualificati       | 7,58                  |
| 9       | Manfred Molzberger  | 24  | Germania          | 7,35                  | 7,49                  | 7,47                  | Non qualificati       | Non qualificati       | Non qualificati       | 7,49                  |
| 10      | Attilio Bravi       | 24  | Italia            | 7,30                  | 7,22                  | 7,47                  | Non qualificati       | Non qualificati       | Non qualificati       | 7,47                  |
| 11      | Dimitrios Manglaras | 20  | Grecia            | 7,16                  | 7,32                  | 7,45                  | Non qualificati       | Non qualificati       | Non qualificati       | 7,45                  |
| 12      | Paul Foreman        | 21  | Indie Occidentali | 7,26                  | -                     | -                     | Non qualificati       | Non qualificati       | Non qualificati       | 7,26                  |
| 13      | Frederick Alsop     | 22  | Gran Bretagna     | 7,25                  | 7,18                  | 7,16                  | Non qualificati       | Non qualificati       | Non qualificati       | 7,25                  |
| NC      | Takayuki Okazaki    |     | Giappone          | Non scende in pedana. | Non scende in pedana. | Non scende in pedana. | Non scende in pedana. | Non scende in pedana. | Non scende in pedana. | Non scende in pedana. |